# JR四国ホテルグループ
JR四国ホテルグループ（ジェイアールしこくホテルグループ）は、四国旅客鉄道（JR四国）が展開するホテルグループ。主にJRホテルクレメントブランドを展開している。
株式会社JR四国ホテルズは、前述の事業を運営する企業。

## ホテル一覧
2015年4月1日にジェイアール四国ホテル開発を存続会社として、徳島ターミナルビル（ホテルクレメント徳島を運営）及び宇和島ステーション開発（ホテルクレメント宇和島を運営）が合併。ジェイアール四国ホテル開発が3ホテルの運営会社となっている。更に、2016年7月1日にはJR四国ホテルズへの社名変更を行った。
2017年4月1日に、JR四国ホテルズが運営する3ホテルの名称（ブランド名とロゴ）を、既に高松で2012年から使用している「JRホテルクレメント」に統一。
JR四国が運営する簡易宿泊施設に関しては、4S STAYを参照。今後も四国内外に規模拡大予定。

### JR四国ホテルズ運営

#### JRホテルクレメント
JR四国ホテルズが運営するシティリゾートホテルである。
下記のうち、JRホテルクレメント高松とJRホテルクレメント徳島は阪急阪神第一ホテルグループにも加盟している。

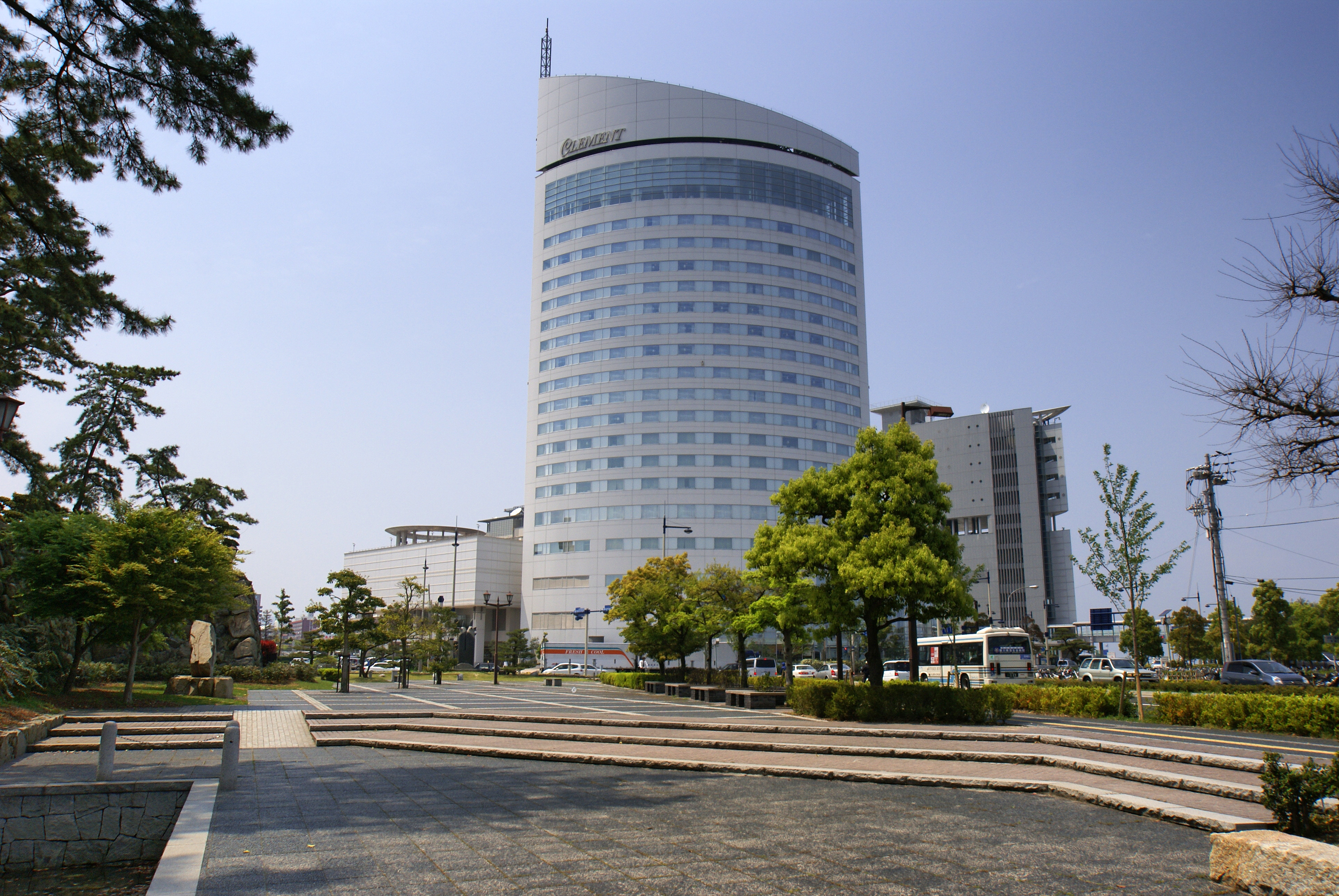
JRホテルクレメント高松
（旧「全日空ホテルクレメント高松」）
JR高松駅徒歩1分
全日空ホテルズとのフランチャイズ契約で「全日空ホテルクレメント高松」として開業したが、2012年3月31日でフランチャイズ契約を終了し、翌日の4月1日より現名称に改称。
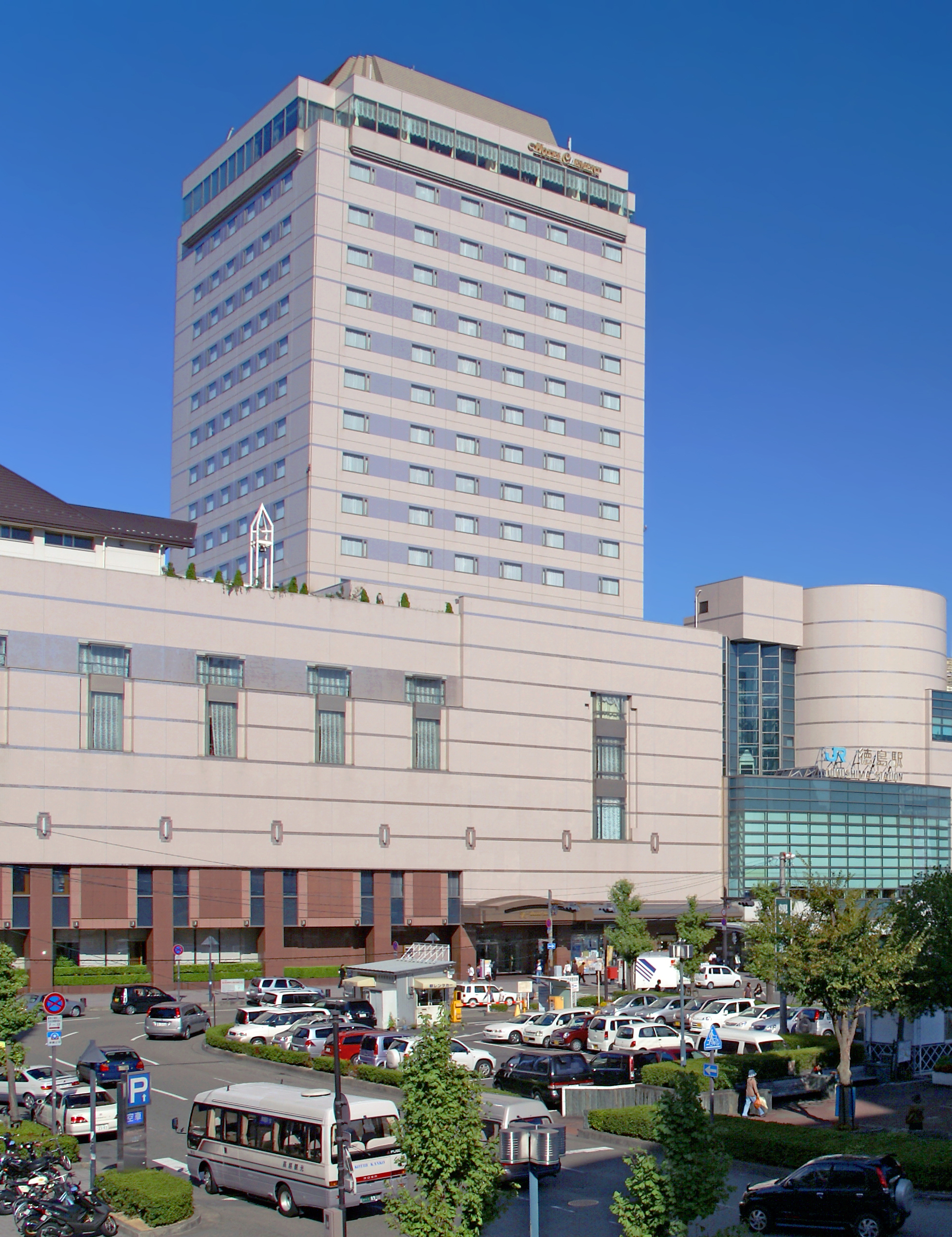
JRホテルクレメント徳島
（2017年3月31日までの名称は「ホテルクレメント徳島」）
JR徳島駅直結
- JRホテルクレメント宇和島
（2017年3月31日までの名称は「ホテルクレメント宇和島」）
JR宇和島駅直結

- JRホテルクレメント高松
- JRホテルクレメント徳島

#### JRクレメントイン
JR四国ホテルズが運営するビジネスホテルである。
- JRクレメントイン高松
2018年10月11日、JRホテルクレメント高松に隣接地に、宿泊特化型ホテルとしてオープン[4][5]。
JR高松駅前

- JRクレメントイン高知
2020年11月28日、宿泊特化型ホテルとしてオープン[6][7][8]。
JR高知駅前

- JRクレメントイン今治
2021年9月16日、宿泊特化型ホテルとしてオープン[9][10][11]。
JR今治駅前

- JRクレメントイン姫路
  - 初の四国島外へのホテル進出で、JR四国ホテルズが運営。2022年8月末までJR西日本グループのJR西日本ヴィアインが運営していた「ヴィアイン姫路」をリブランドする形で[12]、2022年11月30日オープン[13][14][15]。

#### その他
- 道後やや
運営：JR四国ホテルズ ← エイトワン
2010年7月14日、宿泊特化型ホテルとしてオープン[16]。2019年1月31日までエイトワン（JR四国とは資本関係はない。）が運営していたが、JR四国が買収し、2019年2月1日からJR四国ホテルズが引き継いで運営している[17][18][19]。
伊予鉄道道後温泉駅

### グループ会社が運営
- 四万十の宿

運営：四国開発建設 ← ジェイアール四国アーキテクツ
2002年7月1日オープン[20]。JR四国グループが所有し、ジェイアール四国アーキテクツが運営していたが、ジェイアール四国アーキテクツの清算[21] に伴い、2012年6月以降はJR四国のグループ会社の四国開発建設が引き継いで運営している[22]。

### 新規オープン予定
中期経営計画2025、長期経営ビジョン2030によると、今後は島内はもとより、島外への新規オープンも検討しているという。

### 過去に運営していた施設
- 森の国ホテル
ジェイアール四国アーキテクツが指定管理者として運営していたが、ジェイアール四国アーキテクツの解散に先立ち、2012年4月28日付で共立メンテナンスに運営が移管された。